# Église Saint-Georges de Manđelos
Pour les articles homonymes, voir Église Saint-Georges.
L'église Saint-Georges de Manđelos (en serbe cyrillique : Српска православна црква Светог Георгија у Манђелосу ; en serbe latin : Srpska pravoslavna crkva Svetog Georgija u Manđelosu) est une église orthodoxe serbe située dans le village de Manđelos en Serbie, sur le territoire de la ville de Sremska Mitrovica et dans la province de Voïvodine. Construite en 1802, elle est inscrite sur la liste des monuments culturels de grande importance de la république de Serbie (identifiant no SK 1325).

## Présentation

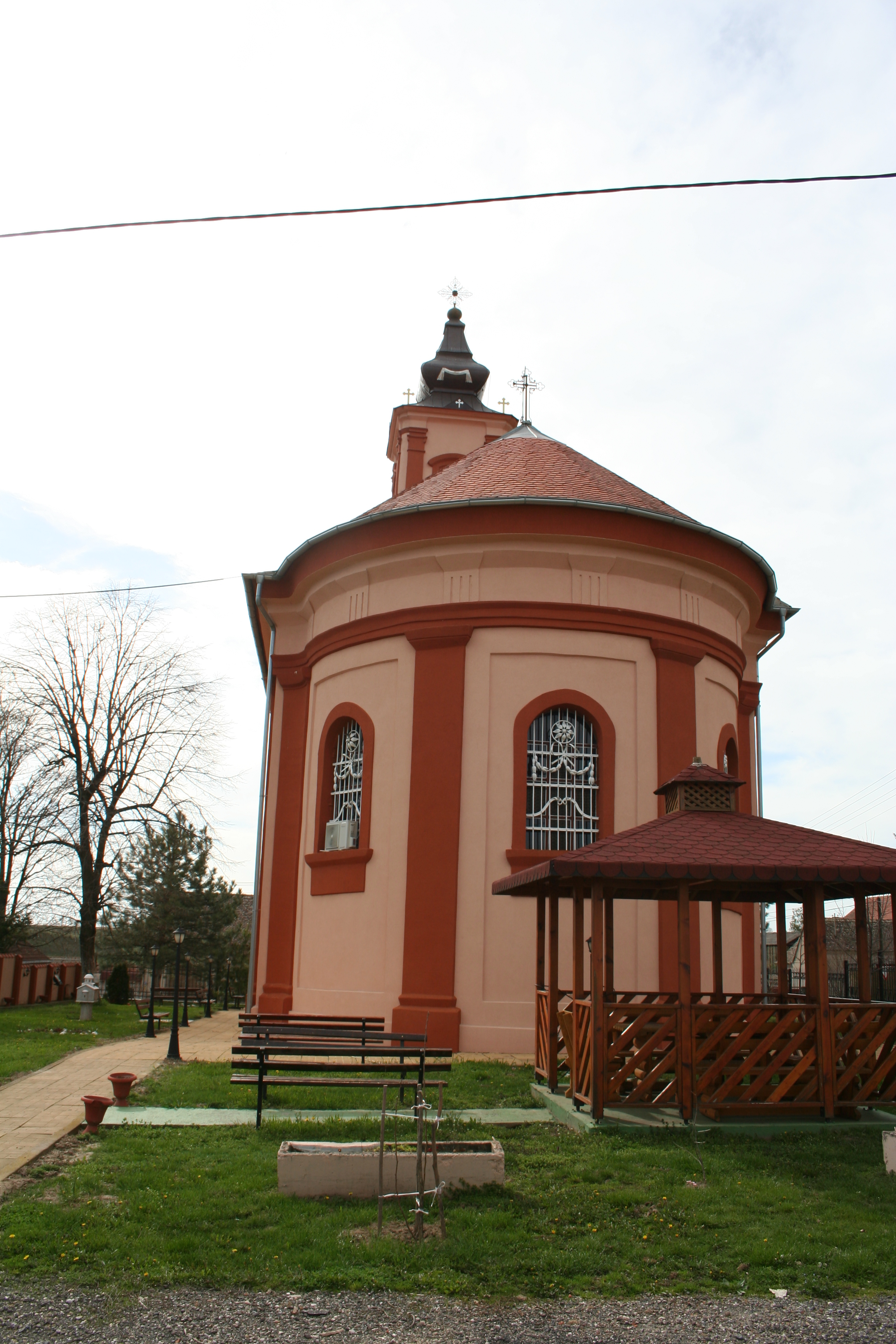
Le chevet de l'église.

Manđelos se trouve au nord de Sremska Mitrovica, sur les pentes méridionales du massif de la Fruška gora. L'église Saint-Georges a été achevée en 1802, ainsi qu'en témoigne une inscription située sur le clocher. Elle est constituée d'une nef unique prolongée par une abside et, à l'ouest, elle est dominée par un haut clocher. À l'intérieur, la nef, voûtée en berceau, est divisée en plusieurs travées. À l'extérieur, les façades sont rythmées horizontalement par un socle, une frise et une corniche moulurée ; elles sont ornées de pilastres surmontés d'un chapiteau ; les fenêtres en plein cintre s'inscrivent dans un encadrement mouluré. Le portail occidental, flanqué de pilastres, s'ouvre dans la tour du clocher qui s'élève sur trois niveaux séparés par des cordons et ornés de pilastres.
L'iconostase a été sculptée dans un esprit classique par Marko Konstantinović ; elle a été réalisée après 1816 ; ce même artiste a également réalisé le trône de l'évêque. Les peintures et les dorures de l'iconostase sont dues à Georgije Bakalović et datent de 1825. Les fresques, qui remontent au XIXe siècle, sont l'œuvre d'un artiste inconnu. L'église conserve aussi des icônes peintes par Grigorije Davidović-Opšić.

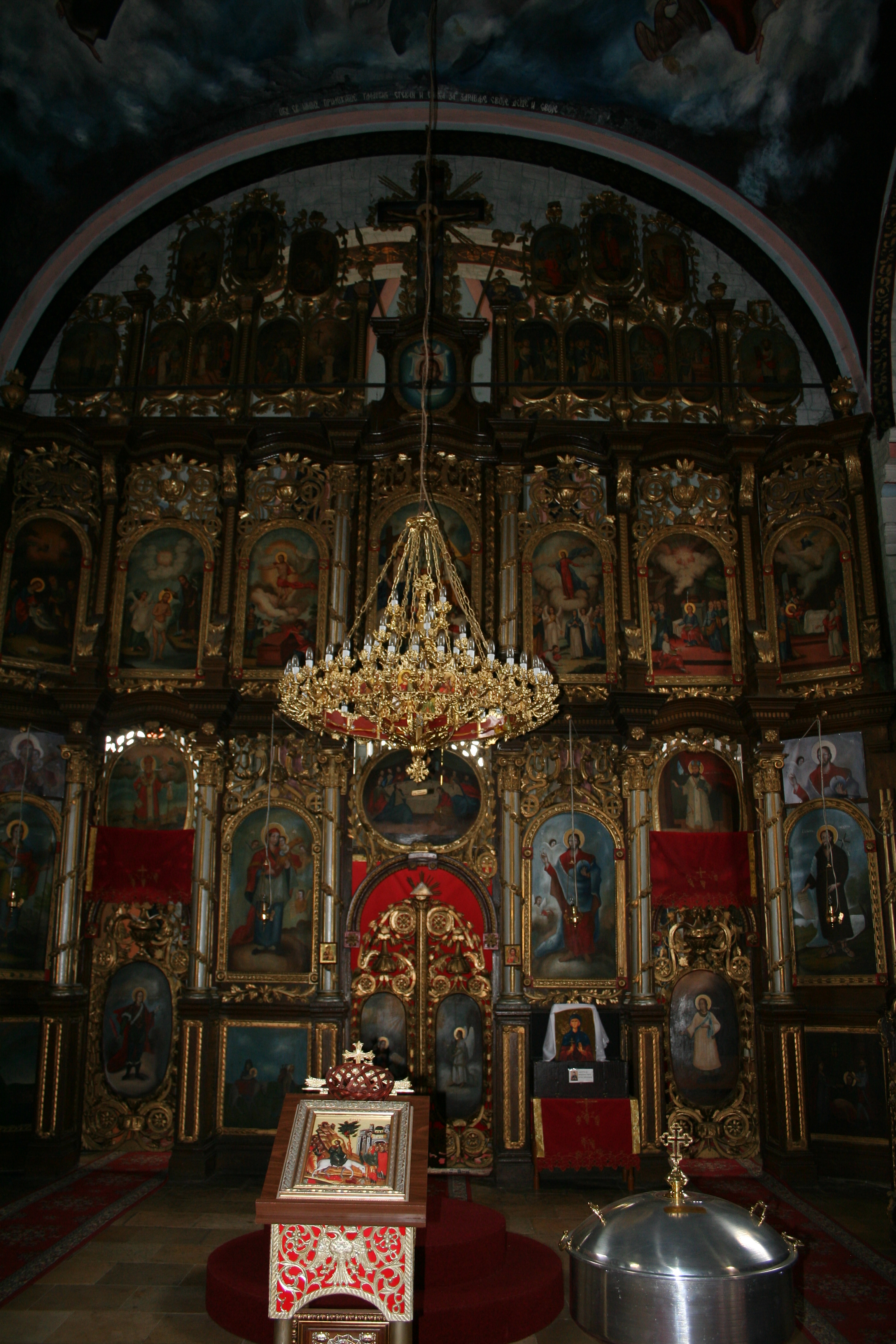
L'iconostase de l'église.

L'édifice a été restauré en 1980.